# دوري غوام لكرة القدم 2014–15
دوري غوام لكرة القدم 2014–15 هو موسم من دوري غوام لكرة القدم. فاز فيه Rovers FC (Guam) ‏.